# Cosacs
Els cosacs (ucraïnès: козаки transcrit kozaky, rus: казаки transcrit kazaki, en polonès kozacy) són un grup ètnic originàriament nòmada i d'origen tàtar que viuen a parts d'Ucraïna, Rússia i Polònia.
La paraula cosac deriva de la paraula kazak que en llengua kirguís significa home lliure o aventurer i va aparèixer per primera vegada a territoris eslaus el 1395. Eren grups formats per desertors fugitius, serfs i descontents amb el govern del país. S'organitzaven en tropes de cavallers, guiats per atamans, vivien de la caça, l'agricultura, la pesca o el saqueig. Gaudien d'una total independència i servien de base per a totes les revoltes contra Polònia, provocades per la política religiosa dels reis polonesos.
En acabar el segle xvi ja hi havia grups ben caracteritzats. Els més importants foren els cosacs del Don, que lluitaren fonamentalment contra el Kanat de Crimea, i els del Dnièper.
Durant els segle xvii i segle xviii els cosacs foren reduïts després de moltes revoltes, entre les quals es destaquen les dels camperols guiats per l'heroi Stenka Razin, a les regions del Volga i de la mar Càspia (1669-71). Pere el Gran fou el primer sobirà que aconseguí d'imposar la seva sobirania damunt els cosacs. El govern rus els utilitzà per a defensar les seves fronteres i per a estendre la seva influència a Sibèria.
Els cosacs són avui els descendents d’aquells camperols que van fugir del centre de Rússia cap a les fronteres del sud i l'est de l'Imperi Rus, i els no-eslaus que s'hi van unir. Els cosacs treballaven la terra, comerciaven, eren contractats per tsars i prínceps. Van ajudar els russos a conquerir els pobles del Caucas, Sibèria i l'Extrem Orient. Van lluitar  en guerres. En diverses ocasions, els cosacs es van amotinar contra els tsars i van lluitar contra l'exèrcit rus.
Al segle xix, les autoritats havien establert una relació que oferia als cosacs certs privilegis a canvi del seu servei militar. Els cosacs es van convertir en la principal classe militar russa, distingida per la seva lleialtat a les autoritats i la seva manca de conviccions polítiques. Els cosacs van ser utilitzats per sufocar el malestar civil. Així, els cosacs es convertiren en una part privilegiada de l'exèrcit rus, i esdevingueren famosos per la seva habilitat militar especialment en la cavalleria i van constituir una unitat militar amb el seu nom. Durant el segle xix i a començament del segle xx intervingueren en la repressió de diverses revoltes, principalment la del 1905.
Després de les revolucions de 1917, molts dels cosacs es van posar al costat dels blancs contra els bolxevics; van perdre, i molts d'ells van fugir de Rússia.
Durant la revolució russa els cosacs rics van formar part de l'exèrcit blanc (contrarevolucionari) i els pobres de l'exèrcit roig (revolucionari). A la Segona Guerra Mundial lluitaren integrats en l'exèrcit soviètic, encara que alguns col·laboraren amb el Tercer Reich.
De religió majoritàriament cristiana ortodoxa (amb una minoria musulmana) han estat tradicionalment els guardians de l'església ortodoxa russa. Llur folklore, a través de cançons i danses, s'ha fet famós arreu del món.
En els darrers anys de l'URSS, els cosacs es van declarar poble perseguit. El 1999 es va aprovar una llei sobre cosacs que permetia als cosacs rebre terres i servir el govern. Uns 190.000 cosacs es van unir en una societat militar. Estan implicats oficialment en "mantenir l'ordre públic", que inclou la dispersió de protestes. Cinc milions de russos es consideren avui dia (2022) cosacs.

## Etimologia

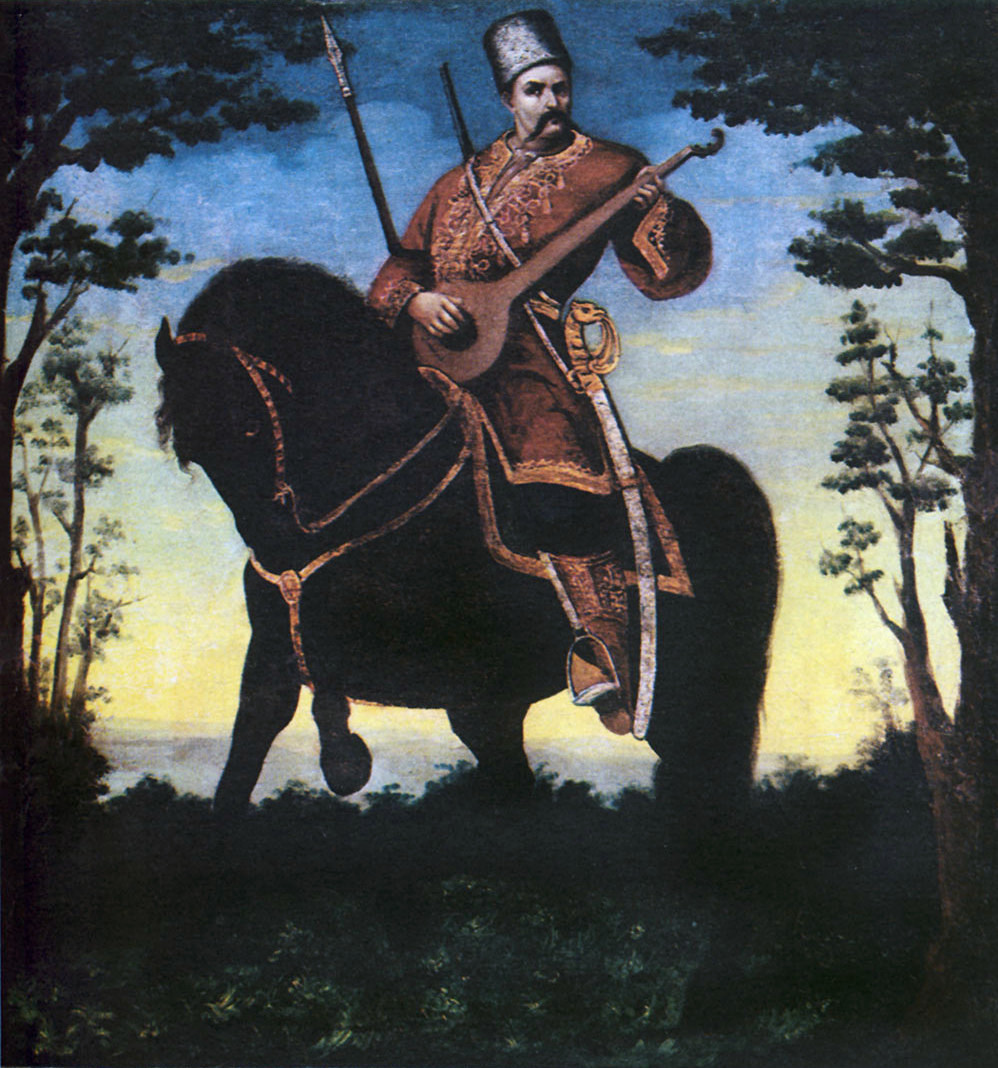
Cosac bandurista, 1890

El diccionari etimològic de Max Vasmer remunta el nom a la paraula en antic eslau oriental козакъ, kozak, un préstec de Cuman, en què cosac significava 'home lliure' però també 'conqueridor'. L'etnònim Kazakh prové de la mateixa arrel turquesa.
A les fonts escrites, el nom s'acredita per primera vegada al Codex Cumanicus del segle XIII. En anglès, cosac s'acredita per primera vegada l'any 1590.

## Grups cosacs i distintius
|  | Zaporoges               |  | 1492   | txerkesska o túnica | Beshmet   | Pantalons                  | Barret           | Cintes de l'espatlla |
|  | Cosacs del Don          |  | 1570   | túnica blava        | cap       | blau amb ratlles vermell   | corona vermella  | blau                 |
|  | Cosacs de l'Ural        |  | 1571   | túnica blava        | cap       | blau amb ratlles carmesí   | corona carmesí   | carmesí              |
|  | Cosacs del Terek        |  | 1577   | gris-bru cherkesska | blau clar | gris                       | corona blau clar | blau clar            |
|  | Cosacs del Kuban        |  | 1696   | gris-bru cherkesska | vermell   | gris                       | corona vermella  | vermell              |
|  | Cosacs d'Orenburg       |  | 1744   | túnica verda        | cap       | verd amb ratlles blau clar | corona blau clar | blau clar            |
|  | Cosacs d'Astrakhan      |  | 1750   | túnica blava        | cap       | blau amb ratlles grogues   | corona groga     | groc                 |
|  | Cosacs siberians        |  | 1750's | túnica verda        | cap       | verd amb ratlles vermelles | corona vermella  | vermell              |
|  | Cosacs de Baikal        |  | 1851   | túnica verda        | cap       | verd amb ratlles grogues   | corona groga     | groc                 |
|  | Cosacs d'Amur           |  | 1858   | túnica verda        | cap       | verd amb ratlles grogues   | corona groga     | verd                 |
|  | Cosacs de Semirietxensk |  | 1867   | túnica verda        | cap       | verd amb ratlles carmesí   | corona carmesí   | carmesí              |
|  | Cosacs d'Ussuri         |  | 1889   | túnica verda        | cap       | verd amb ratlles grogues   | corona groga     | groc                 |